# Conus stramineus
Espèce
Statut de conservation UICN

 LC  : Préoccupation mineure
Conus stramineus est une espèce de mollusques gastéropodes marins de la famille des Conidae.
Comme toutes les espèces du genre Conus, ces escargots sont prédateurs et venimeux. Ils sont capables de « piquer » les humains et doivent donc être manipulés avec précaution, voire pas du tout.

## Description
Conus stramineus a une coquille conique de taille moyenne à grande (30-50 mm de longueur). L'épaule est subangulée et lisse. Le corps du whorl est presque droit dans son contour, seulement légèrement courbé vers l'épaule. Il est brillant et de couleur crème à blanc cassé avec 12-14 rangées spiralées de taches brunes quadrillées et de taches.

## Distribution
Le Conus stramineus semble être limité à l'Indonésie, il a été signalé dans les Moluques et est relativement commun au large de la côte sud-ouest de Java. 

### Niveau de risque d’extinction de l’espèce
Selon l'analyse de l'UICN réalisée en 2011 pour la définition du niveau de risque d'extinction, cette espèce est présente dans toute l'Indonésie, les Philippines, la Papouasie-Nouvelle-Guinée et les îles Salomon. Cette espèce est commune dans les eaux peu profondes. Il n'y a pas de menaces majeures connues pour cette espèce. Elle est classée dans la catégorie " préoccupation mineure ".

## Taxonomie

### Publication originale
L'espèce Conus stramineus a été décrite pour la première fois en 1810 par le naturaliste français Jean-Baptiste Lamarck dans « Annales du Muséum d'Histoire Naturelle »,.

### Synonymes
- Conus (Phasmoconus) stramineus Lamarck, 1810 · appellation alternative
- Conus (Pionoconus) stramineus Lamarck, 1810 · non accepté
- Conus alveolus G. B. Sowerby I, 1833 · non accepté
- Conus fuscomaculatus E. A. Smith, 1877 · non accepté
- Conus stramineus alveolus G. B. Sowerby I, 1833 · non accepté
- Phasmoconus stramineus (Lamarck, 1810) · non accepté

### Sous-espèces
- Conus stramineus alveolus G. B. Sowerby I, 1833, accepté en tant que Conus stramineus Lamarck, 1810
- Conus stramineus amplus Röckel & Korn, 1992, accepté en tant que Conus amplus Röckel & Korn, 1992 (original rank)
- Conus stramineus stigmaticus A. Adams, 1854, accepté en tant que Conus collisus Reeve, 1849